# Whitney (Nebraska)
Whitney is een plaats (village) in de Amerikaanse staat Nebraska, en valt bestuurlijk gezien onder Dawes County.

## Demografie
Bij de volkstelling in 2000 werd het aantal inwoners vastgesteld op 87. In 2006 is het aantal inwoners door het United States Census Bureau geschat op 86, een daling van 1 (-1,1%).

## Geografie
Volgens het United States Census Bureau beslaat de plaats een oppervlakte van 0,4 km², geheel bestaande uit land. Whitney ligt op ongeveer 1040 m boven zeeniveau.

## Plaatsen in de nabije omgeving
De onderstaande figuur toont nabijgelegen plaatsen in een straal van 48 km rond Whitney.